# Józef Margules
Józef Margules (ur. 9 czerwca 1919, zm. 16 maja 2008) – polski historyk, oficer Wojska Polskiego.

## Życiorys
W 1939 roku uczestniczył w obronie Warszawy. W okresie 1940–1943 był więźniem łagru „Wołgostroj” w ZSRR. Od sierpnia 1943 do maja 1945 był żołnierzem 1 Dywizji Piechoty im. T. Kościuszki (brał udział w wyzwoleniu obozu koncentracyjnego Sachsenhausen-Oranienburg). Po wojnie był pracownikiem naukowym Wojskowego Instytutu Historycznego.

## Wybrane publikacje
- Wspomnienia o dowódcy, Warszawa: Wydawnictwo MInisterstwa Obrony Narodowej 1953.
- Piąty Kołobrzeski: z dziejów 5 pp, Warszawa: Wojskowy Instytut Historyczny 1961.
- Przyczółki warszawskie: analiza i ocena działań I AWP w rejonie Warszawy we wrześniu 1944 r., Warszawa: Wydawnictwo Ministerstwa Obrony Narodowej 1962.
- Frontowi Czwartacy: z dziejów czwartego pułku piechoty, przedmowa S. Okęcki, Warszawa: Wydawnictwo Ministerstwa Obrony Narodowej 1963.
- Z zagadnień rozwoju Ludowego Wojska Polskiego, red. nauk. Józef Margules, Warszawa: Wydawnictwo Ministerstwa Obrony Narodowej 1964.
- (współautorzy: Edward Gronczewski, Wincenty Iwanowski), Na bitewnych szlakach II wojny światowej, Warszawa: Wydawnictwo Ministerstwa Obrony Narodowej 1966.
- Z pomocą powstańcom warszawskim, Warszawa: „Książka i Wiedza” 1966.
- Piechurzy kołobrzeskiej piątki: z dziejów 5 kołobrzeskiego pułku piechoty, Warszawa: Wydawnictwo Ministerstwa Obrony Narodowej 1967.
- Boje 1 armii WP w obszarze Warszawy: sierpień - wrzesień 1944: działania 1 armii WP w powiązaniu z walkami zgrupowań powstańców warszawskich, Warszawa: Wydawnictwo Ministerstwa Obrony Narodowej 1967.
- Druga Warszawska Dywizja Piechoty 1943-1947 (krótka kronika), Warszawa: Wydaw. Min. Obrony Narodowej 1984.
- Podporucznik Ryszard Kulesza (1923-1945), Warszawa: Wyd. Min. Obrony Narodowej 1989.
- Podpułkownik Ignacy Goranin (1906-1945), Warszawa: Wyd. Min. Obrony Narodowej 1989.
- Na oczach Kremla: tragedia walczącej Warszawy w świetle dokumentów rosyjskich, oprac. nauk. dokumentów Józef Margules, tł. dok. z ros. J. Margules i Wanda Roman, Warszawa: „Egros” - WIH 1994.
- Oswobodzenie Sachsenhausen (Polacy przynieśli wolność więźniom obozu), Warszawa: „Ares” 1995.
- Drugie dywizje w bojach o Polskę 1776-2000, Warszawa: „Bellona” 2003.

## Nagrody
- Nagroda III stopnia Ministra Obron Narodowej w dziedzinie historii wojen i wojskowości za pracę „Przyczółki warszawskie” (tom II - „Wojna” 1962)[3]